# 明井寿枝
明井 寿枝（みょうい すみえ、1973年1月17日 - ）は、日本のバレーボール審判員である。北海道バレーボール協会所属。
国際バレーボール連盟（FIVB）公認の国際審判員であり、FIVBレフェリー（カテゴリーA）に登録されている。

## 経歴
北海道室蘭市出身。
中学校時代にバレーボールを始める。当時のポジションはセッター。
北海道室蘭清水丘高等学校時代に体育教師を志し、日本女子体育大学に進学。大学1年生時は6人制チームの選手として所属し、2年生からマネージャーに転向。
大学卒業後、1年間私立高校で講師を務める。翌年は採用試験対策に専念し、97年から高校の保健体育教諭を務める。
北海道内の高等学校で教員を務めながら、2001年に日本バレーボール協会のA級審判員資格を取得したのち、2007年に国際審判員の資格を取得した。
2021年には、東京2020オリンピック競技大会のバレーボール競技に審判員として選出された。2024年には、第33回オリンピック競技大会（パリオリンピック）の審判員として2大会連続で選出され、女子3位決定戦のファーストレフェリーなど11試合で審判を務めた。
2021年からは北海道石狩翔陽高等学校で勤務している。

## 担当した主な大会

### 国際大会
- 2018年女子世界選手権（日本）
- 2019年ワールドカップ（日本）
- 第13回女子世界クラブ選手権（中国）
- 2020年東京オリンピック（日本・東京）
- 2022年女子世界選手権（オランダ・ポーランド）
- 第16回女子世界クラブ選手権（中国）
- 2024年パリオリンピック（フランス・パリ）[6]
- ネーションズリーグ（2018年、2019年、2022年 - 2024年）

### 国内大会
- V・プレミアリーグ
- V.LEAGUE
- 大同生命SV.LEAGUE
- 黒鷲旗JVA全日本男女選抜大会
- 天皇杯・皇后杯JVA全日本選手権大会